# 331

## Esdeveniments
- Alexandria (Egipte): Al Concili celebrat en aquesta ciutat, Arri fa una submissió formal a la fe catòlica.

## Naixements
- Nova Roma: Julià l'Apòstata, emperador romà. (m. 363)
- Stridon (Dalmàcia): Sant Jeroni d'Estridó, traductor de la Bíblia, pare de l'Església. (m. 420)
- Cesarea (Capadòcia): Sant Gregori de Nissa, bisbe i pare de l'Església. (m. 394)
- Tagaste (Algèria): Santa Mònica d'Hipona, mare de sant Agustí d'Hipona. (m. 387)
- Arianz (Capadòcia): Sant Cesari de Nazianz, metge. (m. 368)

## Necrològiques
- Nova Roma: Santa Helena de Constantinoble, mare de l'emperador Constantí I el Gran.
- Nova Roma: Basilina, mare de Julià l'Apòstata, pocs dies després de néixer aquest.